# Leon Greene
Leon Greene, all'anagrafe Lenerd George Greene (East Ham, 15 luglio 1931 – 19 giugno 2021) è stato un attore e basso britannico.

## Biografia
Leon Green nacque nell'East Ham, figlio di Esther Ticquet e Leonard Green. Cominciò a cantare durante la seconda guerra mondiale, prendendo lezioni dal maestro del coro della Royal Opera House. Nel 1952 si fece notare nella tournée britannica dell'operetta Lilac Time: la sua voce lo portò all'attenzione della D'Oyly Carte Opera, che lo volle nella compagnia; con loro Greene cantò ruoli principali nelle operette H.M.S. Pinafore e Il Mikado. Dopo una stagione a Glyndebourne, si unì alla compagnia del Sadler's Wells, dove cantò i ruoli del Barone Mirko Zita ne La vedova allegra (1959), Antonio ne Le nozze di Figaro (1960), Zuniga in Carmen (1961) e Willis in Iolanthe (1962). Ottenne un particolare successo nelle opere di Rossini e, in particolare, ne Il barbiere di Siviglia, ottenendo recensioni positive per il suo Don Basilio nel 1961.
Nel 1963 raggiunse il successo con il musical di Stephen Sondheim A Funny Thing Happened on the Way to the Forum, in cui interpretò il Miles Gloriosus; il musical fu un successo e rimase in cartellone allo Shaftesbury Theatre per due anni di seguito con Greene nel cast. Nel 1966 Greene tornò ad interpretare il Miles anche nell'adattamento cinematografico dello show, Dolci vizi al foro, in cui recitò accanto a Zero Mostel e Michael Crawford. Avrebbe poi interpretato ancora una volta il Miles venti anni dopo, in un apprezzato revival in scena prima a Chichester e poi al Piccadilly Theatre di Londra nel 1986. Dolci vizi al foro lanciò sia la sua carriera cinematografica, che lo vide apparire in due dozzine di film tra il 1965 e il 1989. che quella teatrale: abbandonata l'opera, Greene si dedicò al teatro musicale ed interpretò il protagonista in Sweeney Todd a Londra nel 1985, il Barone in Candide all'Old Vic nel 1988 e altri ruoli in revival londinesi di Annie Get Your Gun (1992) e Carousel (1993).
Fu sposato con Jean Percival dal 1953 alla morte, causata dal cancro nel 2021 all'età di ottantanove anni.

## Filmografia parziale
- Dolci vizi al foro (A Funny Thing Happened on the Way to the Forum), regia di Richard Lester (1966)
- Camelot, regia di Joshua Logan (1967)
- The Devil Rides Out, regia di Terence Fisher (1968)
- Carry On Henry, regia di Gerald Thomas (1971)
- Milady (The Four Musketeers: The Revenge of Milady), regia di Richard Lester (1974)
- Royal Flash - L'eroico fifone (Royal Flash), regia di George MacDonald Fraser (1975)
- Il vizietto americano (The Ritz), regia di Richard Lester (1976)
- Sherlock Holmes: soluzione settepercento (The Seven-Per-Cent Solution), regia di Herbert Ross (1976)
- Il racket dei sequestri (The Squeeze), regia di Michael Apted (1977)
- Il fattore umano (The Human Factor), regia di Otto Preminger (1979)
- Il ritorno dei tre moschettieri (The Return of the Musketeers), regia di Richard Lester (1989)

## Repertorio
| Ruolo              | Titolo                                   | Autore      |
| ------------------ | ---------------------------------------- | ----------- |
| Barone             | Candide                                  | Bernstein   |
| Zuniga             | Carmen                                   | Bizet       |
| Don Pasquale       | Don Pasquale                             | Donizetti   |
| Roucher            | Andrea Chénier                           | Giordano    |
| Mirko Zita         | La vedova allegra                        | Lehár       |
| Antonio            | Le nozze di Figaro                       | Mozart      |
| Osmin              | Il ratto dal serraglio                   | Mozart      |
| Long Tom           | Die Kluge                                | Orff        |
| Betto              | Gianni Schicchi                          | Puccini     |
| Alidoro            | Cenerentola                              | Rossini     |
| Don Basilio        | Il barbiere di Siviglia                  | Rossini     |
| Mícha              | La sposa venduta                         | Smetana     |
| Ciambellano Bonzo  | Le rossignol                             | Stravinskij |
| Reinmar von Zweter | Tannhäuser                               | Wagner      |
| Alaska Wolf Joe    | Ascesa e caduta della città di Mahagonny | Weill       |

## Doppiatori italiani
- Mario Feliciani in Dolci vizi al foro